# Charles Henri Marie Flahault
Charles Henri Marie Flahault, né à Bailleul le 3 octobre 1852 et mort à Montpellier le 3 février 1935) est un botaniste français, pionnier dans les domaines de la phytogéographie, de la phytosociologie, de l’écologie forestière et de la vulgarisation scientifique. Il est un des premiers à utiliser des concepts tels que l’association végétale, la notion de station (botanique), de relevé floristique. Il est l’auteur de nombreux travaux scientifiques majeurs, l’initiateur de la cartographe botanique et il est le premier, en France, à établir des liens forts et durables entre botanistes et forestiers. Il est en outre le fondateur de l’Institut de botanique de Montpellier, ville où il réside de 1881 à sa mort. Il est aussi le créateur, avec Georges Fabre, de l’arboretum de l'Hort de Dieu au mont Aigoual, et l’artisan passionné du reboisement de ce massif.

## Repères

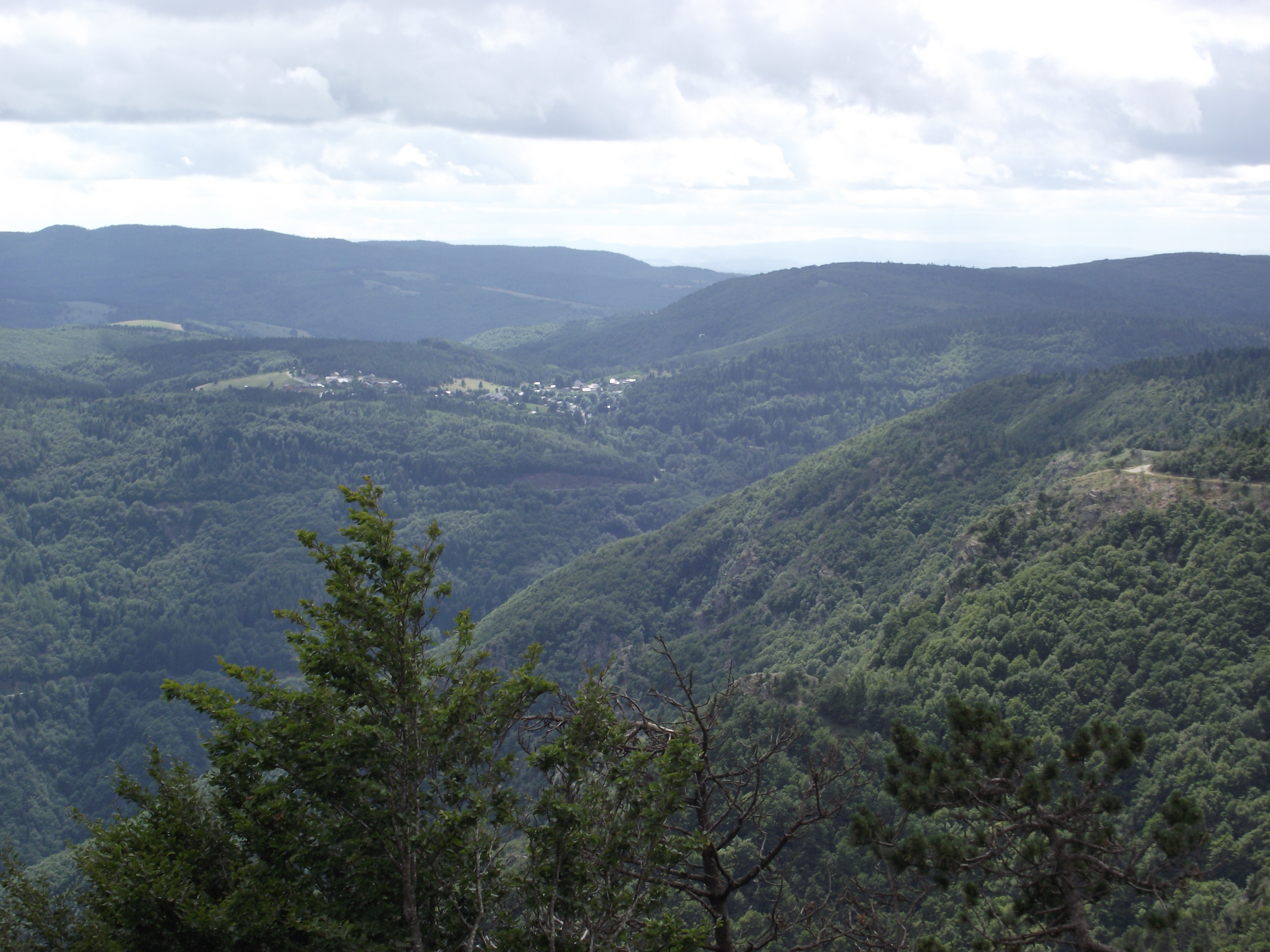
La forêt sur le versant sud du Mont Aigoual (Cévennes).

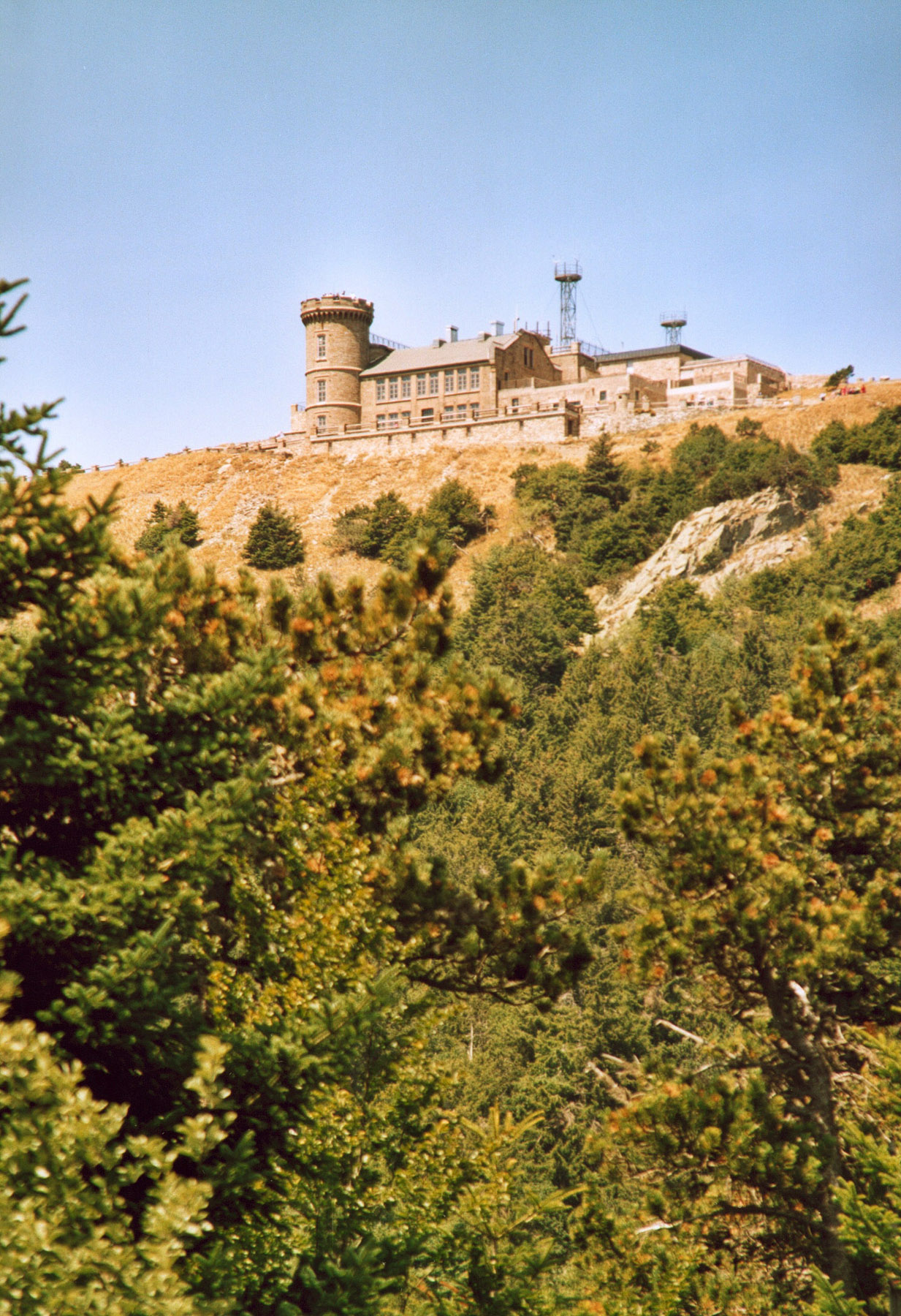
Vue de l'arboretum de l'Hort de Dieu au massif d'Aigoual.

Charles Flahault naît le 3 octobre 1852 à Bailleul (Nord), d’un père industriel (briqueterie) et d’une mère qui lui enseigne « l’histoire et les langues classiques, aussi bien que les éléments des sciences ». Il fait ses études secondaires chez les jésuites d’Amiens. En 1870, il se porte volontaire pour l’armée, où on l’utilise comme agent de liaison dans l’armée de Faidherbe, alors dans le Nord. Il obtient son baccalauréat de lettres à Douai en 1872.
La même année, il devient jardinier au Jardin des plantes de Paris et se fait remarquer par Joseph Decaisne, alors titulaire de la chaire de culture, qui lui donne des leçons particulières. Il entre à la Sorbonne le 1er avril 1874, dans le laboratoire de Philippe Van Tieghem, bailleulois comme lui et maître de conférences à l’École normale supérieure, et s’oriente alors vers la biologie végétale. Il passe et obtient son baccalauréat es-sciences à Paris en 1874, puis en 1876 la licence es-sciences naturelles et obtient le doctorat en 1878. Il devient cette même année préparateur de botanique à la faculté des sciences de Paris, puis en 1880 répétiteur à l’École pratique des hautes études.
En 1878, il est envoyé en mission en Norvège et en Suède par le ministère de l’Instruction publique, avec Gaston Bonnier, puis réalise une deuxième mission en Suède et en Laponie en 1879 et une mission en Angleterre en 1880.
Il est nommé le 13 avril 1881 chargé de cours à la Faculté des sciences de Montpellier, puis titularisé le 1er mai 1881. Il devient professeur de botanique en 1883. En 1886 il voyage et herborise en Afrique du Nord (Oranie).
Il fonde l’Institut de botanique de Montpellier, inauguré le 14 avril 1890.
Il effectue diverses missions en Suède, Norvège et Danemark en 1890, en Espagne (Pyrénées) en 1893, en Belgique et Hollande en 1895, en Espagne (Pyrénées). Il est le vice-président du premier congrès international de botanique de Paris en 1900. Suivent de nouvelles missions en Espagne (Pyrénées) en 1904, Tyrol et Bavière, puis Baléares, en 1905, Suède, Danemark et Allemagne en 1907, Corse et Ligurie en 1908, Tunisie, puis Danemark et Allemagne en 1913 et Alpes vaudoises en 1914.
En 1915, il perd sa mère, avec qui il avait correspondu toute sa vie lors de ses voyages et excursions.
Il devient membre de l’Institut en 1918. En 1919, le gouvernement lui demande d’organiser la Faculté des sciences de Strasbourg. Il quitte l’université en 1927. La première Guerre mondiale ne freine pas son ardeur : il travaille avec enthousiasme, menant une croisade pour reboiser les garrigues et le massif de l’Aigoual, où il fonde pépinières et arboretums. Il y emmène herboriser instituteurs et étudiants jusqu’à sa mort – qui vint le cueillir selon ses vœux : « j’espère bien mourir au travail. Moyennant quoi, je demeure gai et alerte », disait-il en 1928. Il fait encore un voyage au Maroc en 1927-1928.
Il meurt à Montpellier le 3 février 1935. Il est inhumé au cimetière Saint-Lazare de Montpellier.

## Parcours scientifique

### Le phytogéographe
Dans l'histoire de la cartographie de la végétation française, Charles Flahault fait figure de précurseur en étant le premier à concrétiser l'idée d'une cartographie synthétique de la végétation. Avant lui, des cartes botaniques transcrivaient soit la répartition d'espèces ou de familles végétales (telle la Petite carte des régions botaniques de France de Lamarck et de Candolle qui dressent de 1805 à 1815 la première carte phytogéographique de France), soit, plus rarement, celle de grandes formations végétales. Il formule l'idée d'une carte de la végétation pour la première fois en 1894. Il réalise à partir de 1897 la Carte botanique et forestière de la France au 1/200 000 sur un domaine immense - environ un dixième de la France. Ce travail, resté inédit, servira de base et sera en partie à l'origine de la Carte du tapis végétal de la France au 1/1 000 000 réalisé en quatre feuillets et dix ans de travail par Henri Gaussen et publiée en 1936.

### L’algologue
Flahault fut pendant douze ans l’élève et le collaborateur de l’algologue Jean-Baptiste Édouard Bornet, membre de l’Institut. Son ouvrage révisant les Nostocacées  fait encore aujourd'hui autorité. Il est par ailleurs l'auteur d'un travail sur les algues perforantes des coquilles des mollusques qui a été pour lui l'occasion de faire une incursion en paléontologie et de faire progresser cette partie de la biologie.

### Le phytosociologue
Dès 1901, Flahault pose les bases de la phytosociologie, ébauchant en particulier le concept d'association végétale, qui sera développé par la suite (1915) par son élève Josias Braun-Blanquet.

### Le pédagogue
Parmi ceux qui bénéficièrent des enseignements de Charles Flahault, on peut citer l’Écossais Robert Smith, le Suisse Jacques Huber et l’horticulteur français Joseph Marie Philippe Levêque de Vilmorin[réf. nécessaire].

### Le vulgarisateur
Désireux de faire connaître la botanique au grand public et, en particulier, à la jeunesse, il fait publier chez Klincksieck à Paris, dès 1906, un des tout premiers ouvrages de poche, colorié, consacré à la flore des Alpes et des Pyrénées.

## Charles Flahault et Montpellier

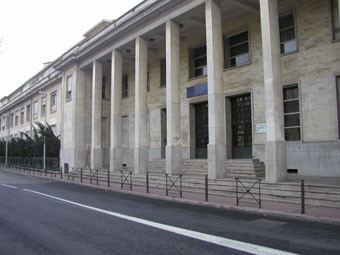
L'Institut de Botanique de Montpellier (rue Auguste Broussonnet).

Charles Flahault fonde l’Institut de botanique de Montpellier, inauguré le 14 avril 1890, et qui sera visité par le président de la République, Sadi Carnot, le 24 mai suivant. Le bâtiment, devenu vétuste, est détruit en partie en 1946 et remplacé par les locaux actuels, construits sous l’impulsion de son gendre Louis Emberger. C'est devenu une propriété de l'université de Montpellier-II qui abrite encore des laboratoires de recherche dans le domaine de l'écologie et de la parasitologie, ainsi que le siège du Pôle universitaire européen de Montpellier. Il abrite une antenne du Conservatoire de Porquerolles et un herbier important conservant les récoltes des botanistes qui s'y sont succédé. Il a été le siège de l'association qui gère le réseau Tela Botanica pendant de nombreuses années, avant que celui-ci ne soit déplacé rue de Verdun.
Lors d’un séjour d’études à la station de biologie marine de Roscoff en 1878, le biologiste et urbaniste écossais Patrick Geddes avait rencontré Flahault avec lequel il s’était lié d’amitié. Les frères Reclus, Élisée le géographe et Élie l’anthropologue, vont consacrer un livre élogieux à sa rénovation de l’Old Town d’Édimbourg, étroitement imbriquée à une pratique révolutionnaire de la botanique, où ils affirment que Geddes « se dit disciple fervent de Flahault, le professeur de Montpellier, qu’il déclare le plus grand botaniste du siècle ».
Les deux hommes vont ensuite organiser régulièrement des échanges de leurs étudiants entre l’Écosse et Montpellier, où Patrick Geddes viendra s’installer définitivement en 1924, pour y fonder le Collège des Écossais, autre établissement phare de l’enseignement et de la recherche en botanique et en écologie marqué par Charles Flahault.

## Hommages
- L'avenue Charles-Flahault, à Montpellier, rappelle l'importance de son œuvre et le rôle de l'Institut qu'il créa dans le rayonnement de la botanique montpelliéraine.
- Une salle du Conservatoire botanique national de Bailleul, implanté dans la ville natale du botaniste, porte son nom, ainsi qu'une rue de la ville.
- Il a été fait membre associé du Félibrige[12].

## Œuvres
- Recherches sur l’accroissement terminal de la racine chez les phanérogames (thèse de doctorat), G. Masson, Paris, 1878 (198 pp., 8 pl.)
- Observations sur les modifications des végétaux suivant les conditions physiques du milieu, An. Sc. Nat. Bot. 6, VII, p. 93-125, 1878 (avec Gaston Bonnier).
- Nouvelles observations sur les modifications des végétaux suivant les conditions physiques du milieu, An. Sc. Nat. Bot. 6, IX, p. 159-207, (1878).
- Phénomènes périodiques de la végétation d’après les travaux météorologiques scandinaves, 1878
- Nouvelles observations sur les modifications des végétaux suivant les conditions physiques du milieu, B.S.B.F., XXXVI, p. 346-350, (1879).
- Distribution des végétaux dans les régions moyennes de la presqu’île scandinave, 1879 (avec Gaston Bonnier)
- Révision des Nostocacées Hétérocystées contenues dans les principaux herbiers de France, 1886-1888 (avec Bornet) (réimprimé en 1959)
- Sur quelques plantes vivant dans le test calcaire des Mollusques, B.S.B.F., 36, 1889.
- La Répartition géographique des végétaux dans un coin du Languedoc (département de l’Hérault), Montpellier, 1893
- Projet de carte botanique, forestière et agricole de la France, 1894
- Sur la flore de la Camargue et des alluvions du Rhône, B.S.B.F., 41, 1894 (avec P. Combres).
- Au sujet de la carte botanique, forestière et agricole de la France, et des moyens de l’exécuter, 1896
- La flore de la vallée de Barcelonnette, 1897
- La Distribution géographique des végétaux dans la région méditerranéenne française, Paris, 1897 (publié par Gaussen en 1937)
- Essai d’une carte botanique et forestière de la France, 1897
- La Flore et la végétation de la France, Klincksieck, 1901
- La Flore et la végétation de la France, introduction à la Flore de France de H. Coste, Paris, 1901
- Les Limites supérieures de la végétation forestière et les prairies pseudo-alpines en France, R.E.F., 1901
- Premier essai de nomenclature phytogéographique, Bulletin de la Société languedocienne de géographie, Montpellier, 1901
- La Nomenclature en géographie botanique, Annales de géographie, X, 1901
- La Paléobotanique dans ses rapports avec la végétation actuelle, Klincksieck, Paris, 1903
- Les Hauts Sommets et la vie végétale, La Montagne, Club alpin français, 1904
- Rapport au sujet des jardins botaniques de l’Aigoual, Montpellier, 1904
- Nouvelle flore coloriée de poche des Alpes et des Pyrénées, série 1, Librairie des Sciences naturelles Paul Klincksieck, 1906 (volume II de la collection)
- Les Jardins alpins, A.G., 1906
- Préface de l'Hortus Vilmorianus, 1906
- Introduction au Catalogue des plantes vasculaires dans le département du Var par Albert et Jahandiez, 1908.
- Nouvelle flore coloriée de poche des Alpes et des Pyrénées, série 2, Librairie des Sciences naturelles Paul Klincksieck, 1908.
- Rapport sur la nomenclature phytogéographique (avec Carl Joseph Schröter (1855-1939)), Actes du IIe Congrès international de botanique, Wildemann, Bruxelles, 1910
- Nouvelle flore coloriée de poche des Alpes et des Pyrénées, Série 3, Librairie des Sciences naturelles Paul Klincksieck, 1912.
- Notice sur les travaux scientifiques, Firmin et Montane, Montpellier, 1917
- Les Causses du Midi de la France, Bulletin de la Société languedocienne de Géographie, III-3, IV, V-1, 1932-1934.
- La Distribution géographique des végétaux dans la région méditerranéenne française, Encyclopédie biologique Lechevalier, 1937.

En 2010, l'association Tela Botanica avec l'association Présence de Charles Flahault, les Archives départementales de l’Hérault, l’université Montpellier 2 (service des collections et services communs de la documentation) et de l’université Montpellier 1 (faculté de pharmacie), ont lancé une initiative visant avec l'aide du public susceptible de posséder des écrits originaux de Charles Flahault à rassembler et numériser, de manière exhaustive tous les documents du célèbre botaniste     
.

### Fonds d'archives
- Fonds : Institut de botanique de l'Université de Montpellier (1850-1964) [5,42 ml].  Cote : 17 ETP. Montpellier : Archives départementales de l'Hérault (présentation en ligne).
- Fonds Charles Flahaut (1877-2021) [2,5 ml].  Cote : 306 J. Montpellier : Archives départementales de l'Hérault (présentation en ligne).